# نورمن میلر
نورمن مِیلر (به انگلیسی: Norman Mailer) (زاده ۳۱ ژانویه ۱۹۲۳ - درگذشته ۱۰ نوامبر ۲۰۰۷)، نویسنده مشهور و صاحب سبک آمریکایی و برنده جایزه ادبی «پولیتزر» است. وی بیشتر بخاطر نثر تلخ و گزنده‌اش شهرت دارد.

## زندگی
نورمن مایلر در یک خانواده یهودی‌الاصل در شهر لانگ بیچ، نیوجرسی متولد شد. وی در بروکلین نیویورک بزرگ شد و در سال ۱۹۳۹ به دانشگاه هاروارد راه یافت. در هاروارد در رشته مهندسی هوانوردی به تحصیل مشغول شد. وی توانست در سن ۱۸ سالگی و در محیط علمی دانشگاه هاروارد، اولین داستانش را منتشر کتد. نهایتاً در سال ۱۹۴۳ توانست با موفقیت از دانشگاه هاروارد فارغ‌التحصیل شود.
نورمن مایلر در سال ۱۹۶۹، به خاطر نوشتن کتاب سپاهیان شب برای اولین بار برنده جایزه کتاب ملی سال شد.
وی همچنین از فعالانِ ضد جنگ ویتنام بود.

## آثار

### داستانی
- ۱۹۴۸ - برهنگان و مردگان (برهنه و مرده)
- ۱۹۵۱ - ساحل بربر
- ۱۹۵۵ - پارک گوزن (پارک گوزن‌ها)
- ۱۹۶۵ - رؤیای آمریکایی
- ۱۹۶۷ - چرا در ویتنام هستیم
- ۱۹۸۳ - غروب‌های تابستانی (غروب تابستانی)
- - خاطرات روزهای کهن
- - بلایای دیگر
- - مرگ برای خانم‌ها
- - مردی که یوگا می‌آموخت
- - ملاقات دربارهٔ شیطان

### غیر داستانی
- ۱۹۵۹ - آگهی برای خودم
- ۱۹۶۳ - یادداشت‌های رئیس
- ۱۹۶۸ - ارتش‌های شب